# 617 TCN
617 TCN là một năm trong lịch La Mã.